# Silicon Valley Classic 2022
Silicon Valley Classic 2022 (cunoscut și ca Mubadala Silicon Valley Classic din motive de sponsorizare) este un turneu profesionist de tenis care se desfășoară pe terenuri cu suprafață dură. Va fi cea de-a 50-a ediție a turneului și parte a turneelor de nivel WTA 500 în WTA Tour 2022. Are loc între 1 și 7 august 2022 în San Jose, California. Este primul turneu feminin din seria US Open 2022.

## Campioni

### Simplu
Pentru mai multe informații consultați Silicon Valley Classic 2022 – Simplu

### Dublu
Pentru mai multe informații consultați Silicon Valley Classic 2022 – Dublu

## Puncte
| Probă  | C   | F   | SF  | QF  | R16 | R2  | Q   | Q2  | Q1  |
| Simplu | 470 | 305 | 185 | 100 | 55  | 1   | 25  | 13  | 1   |
| Dublu  | 470 | 305 | 185 | 100 | 1   | N/A | N/A | N/A | N/A |